# Brenda Smith
Brenda Andrea Smith Lezama (sinh ngày 25 tháng 5 năm 1994) là một người mẫu và người đẹp người Panama, người Mỹ gốc Mexico đã đăng quang cuộc thi Señorita Panamá 2021. Cô sẽ đại diện cho Panama tại cuộc thi Hoa hậu Hoàn vũ 2021 ở Eilat, Israel.

## Tiểu sử
Smith sinh ra ở Georgia, Hoa Kỳ. Cha cô đến từ Panamá và mẹ cô là người Mexico. Smith nhận bằng cử nhân báo chí tại Đại học Missouri. Sau khi lấy bằng Cử nhân Báo chí, cô hy vọng sẽ kết hợp niềm đam mê báo chí và tình yêu đất nước của mình bằng cách gia nhập Lực lượng Không quân Hoa Kỳ với tư cách là Chuyên gia Báo chí Phát thanh.

## Các cuộc thi sắc đẹp

### Hoa hậu Hoàn vũ México 2020
Smith đã tranh tài với tư cách là MxU Mexico City, một trong 30 người lọt vào vòng chung kết cuộc thi sắc đẹp quốc gia của đất nước cô tại Hoa hậu Hoàn vũ México 2020. Cô dừng chân tại ngôi vị Á hậu 2 và thua người chiến thắng chung cuộc Andrea Meza đến từ Chihuahua.

### Señorita Panamá 2021
Vào ngày 7 tháng 11 năm 2021, Smith tham gia và đại diện cho Panama Centro trong cuộc thi Señorita Panamá 2021 tại Khách sạn Trung tâm Hội nghị Wyndham ở Thành phố Panama. Smith đã giành chiến thắng danh hiệu Hoa hậu Hoàn vũ Panama 2021.

### Hoa hậu Hoàn vũ 2021
Smith đại diện cho Panama tại cuộc thi Hoa hậu Hoàn vũ 2021 ở Eilat , Israel. Chung cuộc, cô dừng chân ở Top 16.

## Chương trình truyền hình
Năm 2015, cô xuất hiện trên một số chương trình truyền hình, bao gồm PBS NewsHour, Dr. Drew on Call và MSNBC Live.
Năm 2018, cô xuất hiện trong phim truyền hình El gordo y la flaca, República Deportiva, Nuestra Belleza Latina, ¡Wake up America! và Los Cousins. Cô cũng đóng vai một nhà trị liệu trong bộ phim ngắn "Reversion."
Cô đóng vai Verletta Walker trong bộ phim ngắn "Little Stylist", được phát hành tại Hoa Kỳ vào ngày 1 tháng 6 năm 2019.